# Lijst van rijksmonumenten in Zuidlaren
De plaats Zuidlaren telt 29 inschrijvingen in het rijksmonumentenregister. Hieronder een overzicht. Zie ook de Lijst van rijksmonumenten in Tynaarlo. Voor een overzicht van beschikbare afbeeldingen zie de categorie Rijksmonumenten in Tynaarlo op Wikimedia Commons.
| Object                                                                    | Oorspronkelijke functie?  | Bouwjaar                                                                                     | Architect                              | Locatie                                               | Coördinaten?                 | Nr.?   | Afbeelding               |
| ------------------------------------------------------------------------- | ------------------------- | -------------------------------------------------------------------------------------------- | -------------------------------------- | ----------------------------------------------------- | ---------------------------- | ------ | ------------------------ |
| Hervormde kerk, toren                                                     | Kerk en kerkonderdeel     | ca. 1300 ca. 1500 (verhoging)                                                                |                                        | Kerkbrink 3                                           | 53° 5' 46" NB, 6° 41' 15" OL | 41091  | Meer afbeeldingen        |
| Hervormde kerk                                                            | Kerk en kerkonderdeel     | voor 1264 (schip) 15e eeuw (koor) 1648 (herst. koor) 1674 (herst. koor) 1972-'74 (rest.)     | P.L. de Vrieze (1972-'74)              | Kerkbrink 3                                           | 53° 5' 46" NB, 6° 41' 15" OL | 41092  | Meer afbeeldingen        |
| Klein Laarwoud                                                            | Dienstwoning              | ca. 1885                                                                                     |                                        | Groningerstraat 1                                     | 53° 5' 51" NB, 6° 41' 22" OL | 41093  | Klein Laarwoud           |
| De Wachter                                                                | Industrie- en poldermolen | 1851 1968-'70 (rest.) 1987 (rest.)                                                           |                                        | Havenstraat 36                                        | 53° 5' 58" NB, 6° 41' 46" OL | 41094  | Meer afbeeldingen        |
| Laarwoud                                                                  | Tuin, park en plantsoen   | 1688 (middendeel) kort na 1750 (zijvleugels) begin 19e eeuw (uitbr.) 1952-'59 (rest./uitbr.) |                                        | Laarweg 6                                             | 53° 5' 47" NB, 6° 41' 24" OL | 41095  | Laarwoud                 |
| Laarwoud, koetshuis                                                       | Bijgebouwen kastelen enz. | 1675-1700                                                                                    |                                        | bij Laarweg 6                                         | 53° 5' 45" NB, 6° 41' 24" OL | 41096  | Laarwoud, koetshuis      |
| Terrein met een grafheuvel                                                | Archeologisch monument    | Neolithicum en/of Bronstijd                                                                  |                                        |                                                       | 53° 4' 37" NB, 6° 41' 32" OL | 46190  | Meer afbeeldingen        |
| Terrein met vijf grafheuvels                                              | Archeologisch monument    | Neolithicum en/of Bronstijd                                                                  |                                        | ten noorden van de Oude Akkerweg                      | 53° 4' 22" NB, 6° 41' 41" OL | 46219  | Upload foto              |
| Keuterij met zijbaander en kubbingen onder wolfsdak tegen rechte topgevel | Boerderij                 | 19e eeuw                                                                                     |                                        | Telefoonstraat 45                                     | 53° 5' 42" NB, 6° 40' 51" OL | 47046  | Meer afbeeldingen        |
| De Wachter, twee stoommachines                                            | Industrie                 | 1895 (170 pk) ca. 1900 (65 pk)                                                               |                                        | Havenstraat 36                                        | 53° 5' 58" NB, 6° 41' 46" OL | 393990 | Meer afbeeldingen        |
| Dennenoord, Noordersanatorium en woning                                   | Gezondheidszorg           | 1895 1935 (verb.) ca. 1935 (tuin)                                                            | E. Reitsma (verb.) J. Vroom jr. (tuin) | Stationsweg 161 (woning) Stationsweg 163 (sanatorium) | 53° 5' 26" NB, 6° 39' 58" OL | 395339 | Meer afbeeldingen        |
| De Berkenhof                                                              | Sociale zorg, liefdadigh. | ca. 1930                                                                                     |                                        | Wilhelminalaan 4                                      | 53° 5' 26" NB, 6° 40' 45" OL | 510906 | Berkenhof De Berkenhof   |
| Krimpenboerderij met aangebouwde schuur                                   | Boerderij                 | ca. 1885                                                                                     |                                        | Groningerstraat 17                                    | 53° 6' 3" NB, 6° 41' 22" OL  | 510907 | Meer afbeeldingen        |
| Voorm. veerhuis                                                           | Transport                 | 1835 1987 (verb.)                                                                            |                                        | Havenstraat 2/4                                       | 53° 5' 51" NB, 6° 41' 24" OL | 510908 | Veerhuis Voorm. veerhuis |
| Voorm. hervormde pastorie                                                 | Kerkelijke dienstwoning   | ca. 1890                                                                                     |                                        | Kerkbrink 44                                          | 53° 5' 50" NB, 6° 41' 17" OL | 510909 | Meer afbeeldingen        |
| Postkantoor                                                               | Overheidsgebouw           | ca. 1905                                                                                     | C.H. Peters                            | Stationsweg 2-4                                       | 53° 5' 36" NB, 6° 41' 9" OL  | 510910 | Meer afbeeldingen        |
| Voorm. Protestants Militair Tehuis                                        | Militair verblijfsgebouw  | ca. 1890 1992 (verb.)                                                                        |                                        | De Millystraat 6-8                                    | 53° 5' 41" NB, 6° 41' 12" OL | 510911 | Meer afbeeldingen        |
| Notabelenwoning in eclectische stijl                                      | Woonhuis                  | 1897                                                                                         |                                        | De Millystraat 11                                     | 53° 5' 42" NB, 6° 41' 15" OL | 510912 | Meer afbeeldingen        |
| Café Boschhuis                                                            | Horeca                    | ca. 1915 1940 (verb.) ca. 1955 (uitbr.) 1959 (verb.) 1992 (dakkapellen)                      |                                        | De Millystraat 12                                     | 53° 5' 45" NB, 6° 41' 17" OL | 510913 | Meer afbeeldingen        |
| Huize Lariks (1918-1958: gemeentehuis)                                    | Bestuursgebouw en onderdl | 1918 1958 (verb.)                                                                            |                                        | De Millystraat 17                                     | 53° 5' 44" NB, 6° 41' 16" OL | 510914 | Meer afbeeldingen        |
| Woning karakteristiek voor het verdichtingspatroon van notabelenwoningen  | Woonhuis                  | 1910                                                                                         |                                        | De Millystraat 21                                     | 53° 5' 43" NB, 6° 41' 17" OL | 510915 | Meer afbeeldingen        |
| Voorm. synagoge                                                           | Kerk en kerkonderdeel     | 1884                                                                                         |                                        | Zuiderstraat 1                                        | 53° 5' 31" NB, 6° 41' 6" OL  | 510916 | Meer afbeeldingen        |
| Dennenoord, hoofdgebouw                                                   | Sociale zorg, liefdadigh. | 1895 1930-1939 (verb.) 1993 (rest.)                                                          | K. Hoekzema                            | Hoofdlaan E 6                                         | 53° 5' 6" NB, 6° 40' 49" OL  | 510917 | Meer afbeeldingen        |
| Dennenoord, watertoren                                                    | Nutsbedrijf               | 1896                                                                                         | waarsch. K. Hoekzema                   | Hoofdlaan E 42                                        | 53° 5' 6" NB, 6° 40' 49" OL  | 510918 | Meer afbeeldingen        |
| Laarwoud, huis                                                            | Kasteel, buitenplaats     | 1688 (middendeel) kort na 1750 (zijvleugels) begin 19e eeuw (uitbr.) 1952-'59 (rest./uitbr.) |                                        | Het Laarwoud 1                                        | 53° 5' 45" NB, 6° 41' 24" OL | 515199 | Meer afbeeldingen        |
| Laarwoud, parkaanleg                                                      | Tuin, park en plantsoen   | 18e eeuw 19e eeuw (herinr.)                                                                  |                                        | bij Het Laarwoud 1                                    | 53° 5' 43" NB, 6° 41' 27" OL | 515200 | Upload foto              |
| Laarwoud, koetshuis                                                       | Bijgebouwen kastelen enz. | 1675-1700                                                                                    |                                        | Het Laarwoud 5                                        | 53° 5' 47" NB, 6° 41' 24" OL | 515201 | Meer afbeeldingen        |
| Laarwoud, inrijhek                                                        | Tuin, park en plantsoen   | 17e eeuw (leeuwen) 18e eeuw (hek)                                                            |                                        | bij Het Laarwoud 1                                    | 53° 5' 47" NB, 6° 41' 24" OL | 515202 | Meer afbeeldingen        |
| Laarwoud, sokkel                                                          | Tuin, park en plantsoen   | 1725-1750                                                                                    |                                        | bij Het Laarwoud 1                                    | 53° 5' 47" NB, 6° 41' 24" OL | 515203 | Meer afbeeldingen        |